# Park Przymorze
Park Przymorze – zabytkowy zespół dworsko-parkowy w Gdańsku, park miejski.

## Opis parku
Park o powierzchni 5,2 ha zlokalizowany w dzielnicy Żabianka-Wejhera-Jelitkowo-Tysiąclecia, pomiędzy ulicami: Pomorską, Chłopską oraz Tysiąclecia, nad Potokiem Oliwskim. W tym miejscu znajdowała się od XVI wieku posiadłość gdańskiej rodziny Konradich, w skład której wchodziła m.in. kuźnia, nazywana od nazwiska właścicieli Konradshammer oraz dwór. W XVII wieku majątek posiadał burmistrz Gdańska Friedrich Ehler, który przebudował dwór i założył park. W XVIII wieku w posiadanie majątku wszedł biskup włocławski Walenty Aleksander Czapski. Do dziś zachowały się relikty dworu, założenie parkowe z XIX wieku oraz barokowy pawilon ogrodowy. W parku rosną dęby kaukaskie, daglezje, kasztanowce oraz robinie. Zespół wpisany jest do rejestru zabytków – od 1973 roku pawilon ogrodowy, a od 1983 park oraz relikty dworu.

## Galeria

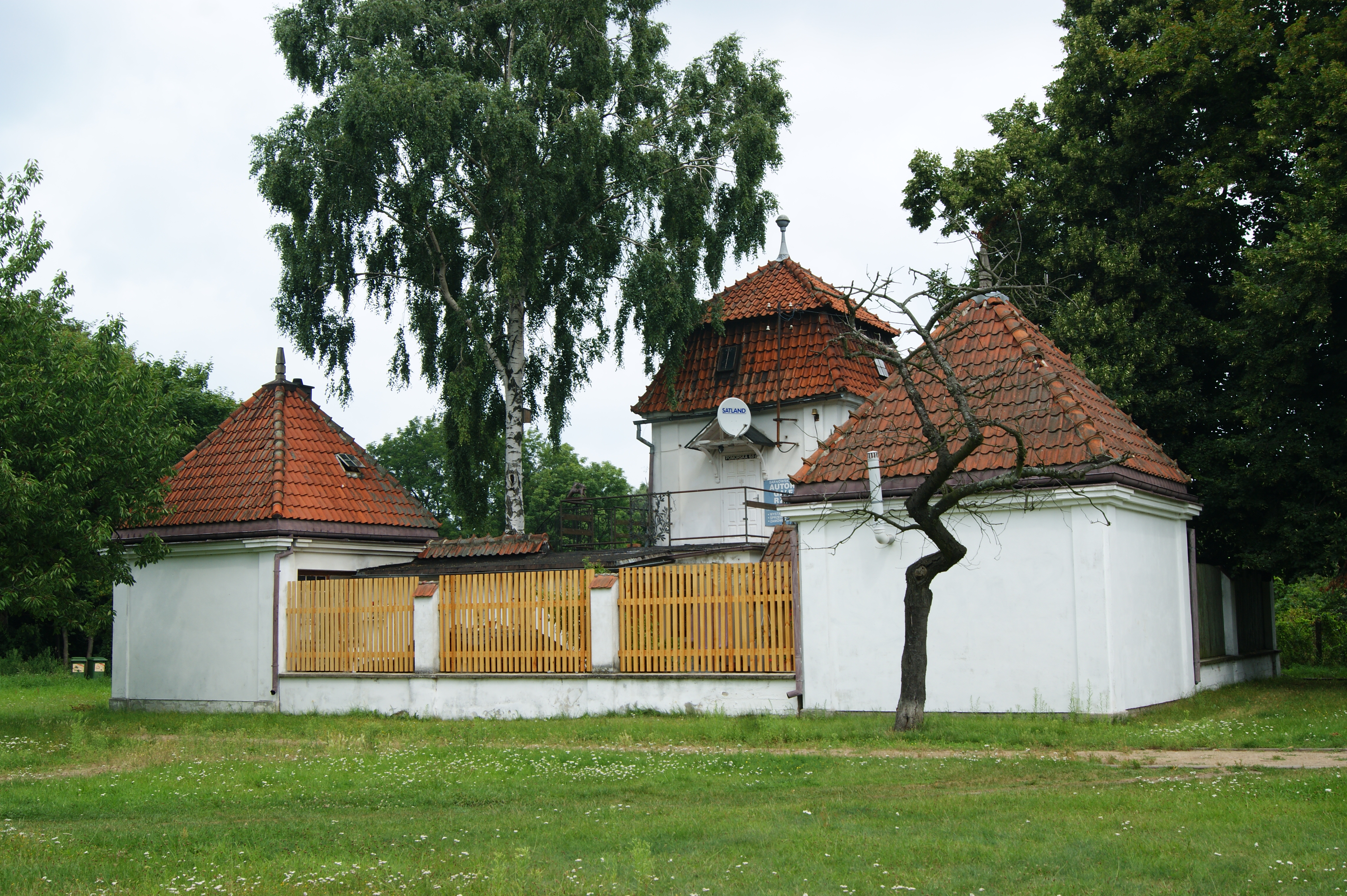
Barokowy pawilon ogrodowy
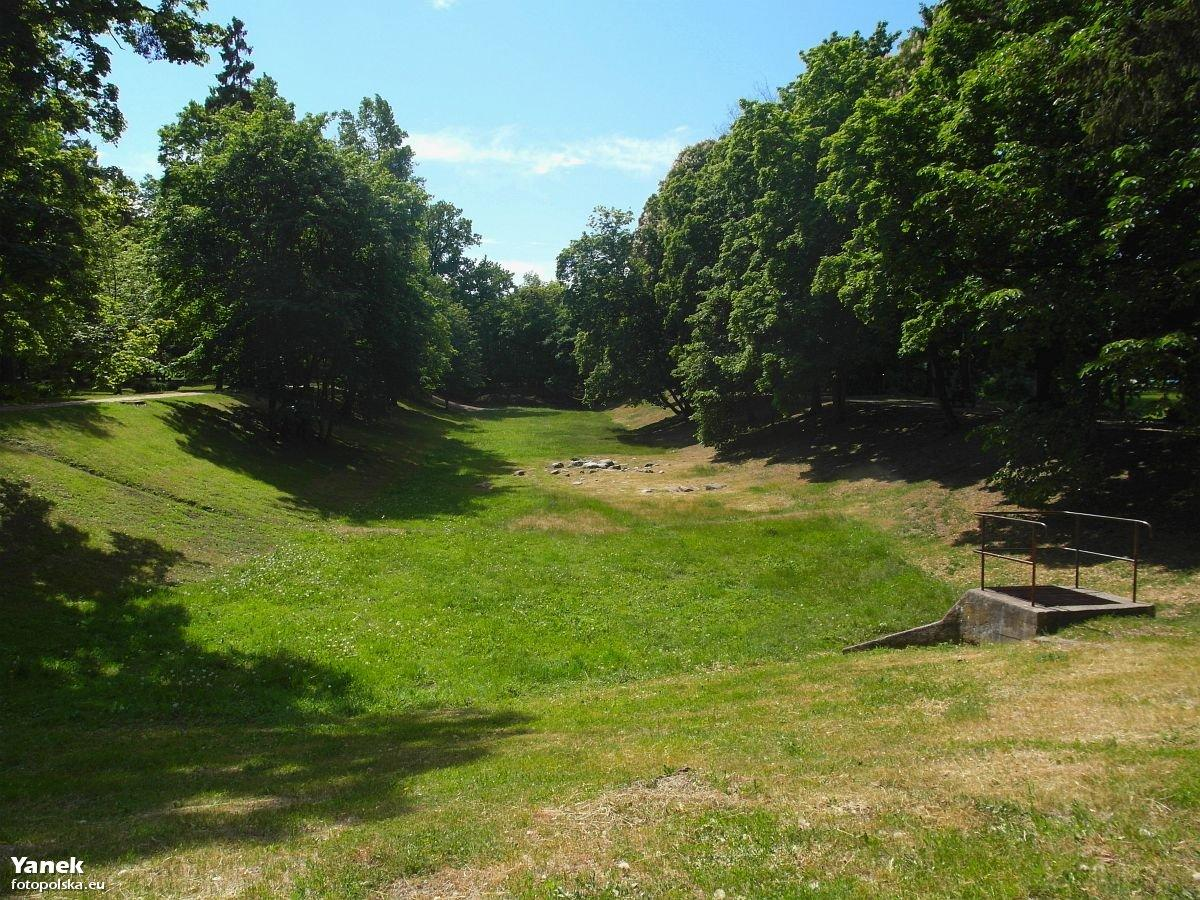
Zagłębienie po dawnym stawie
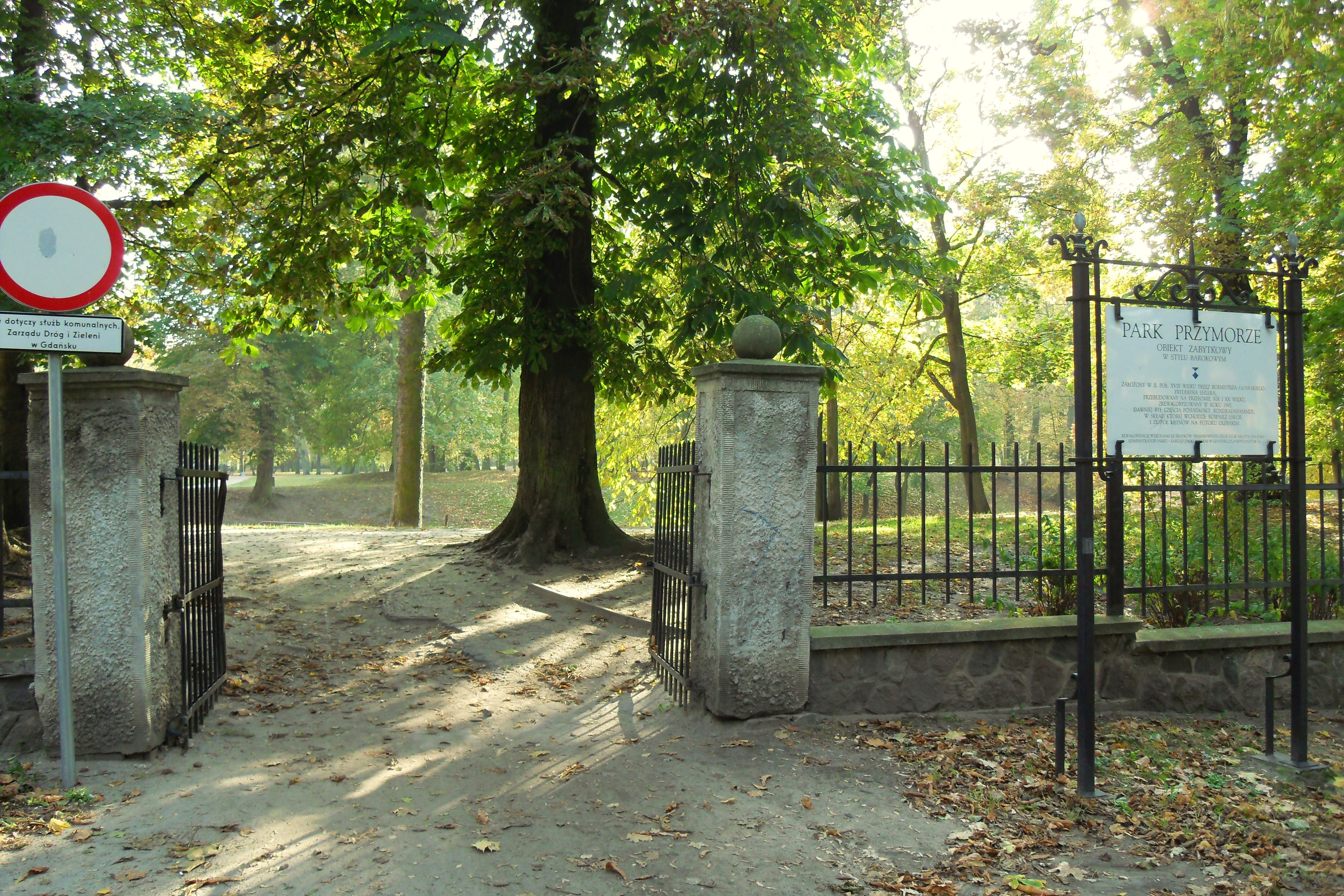
Brama parkowa
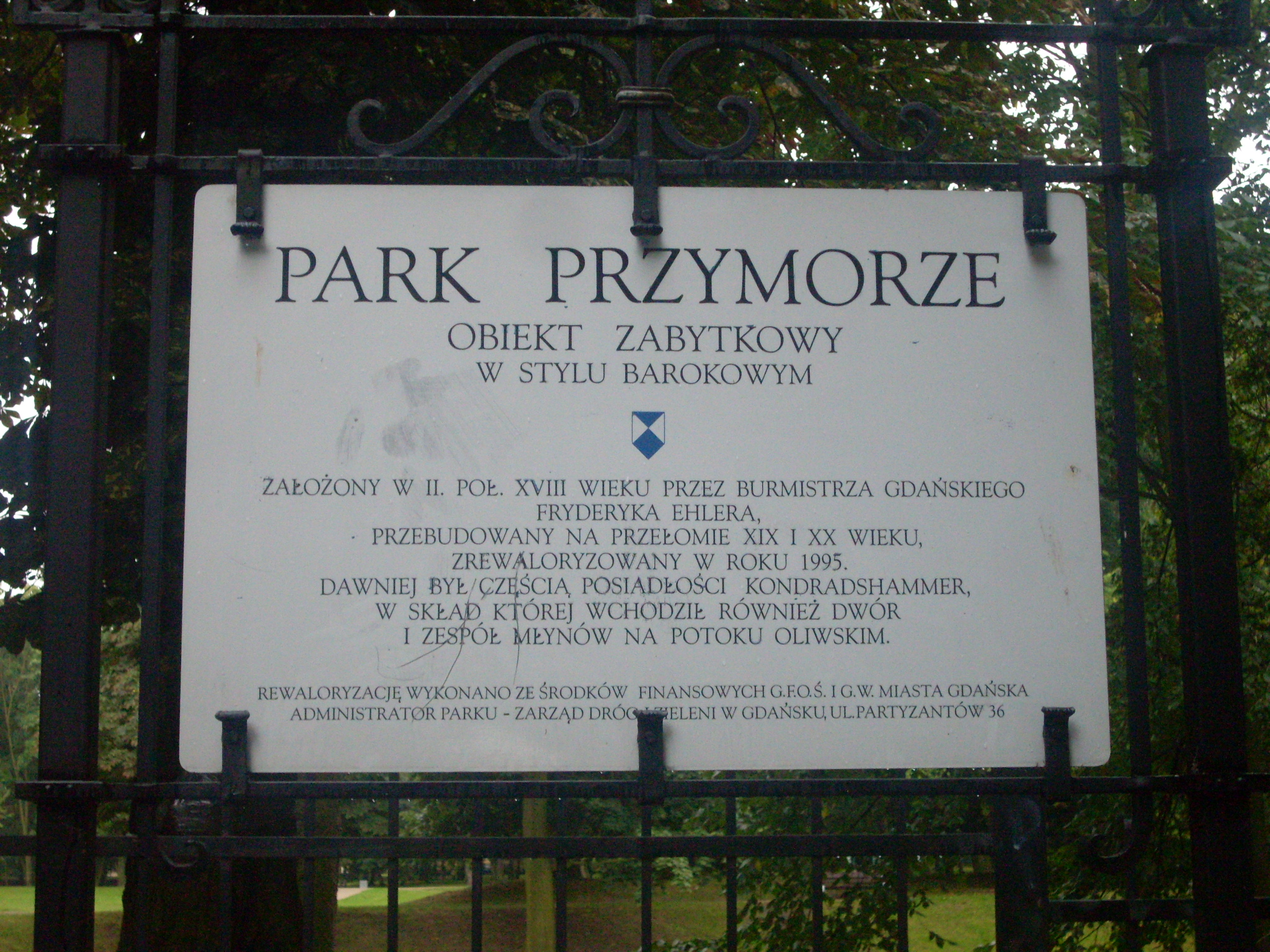
Tablica informacyjna